# Provincia del Carmen
La provincia del Carmen fue una de las provincias del Estado Soberano de Bolívar (Colombia). Fue creada por medio de la ley del 26 de diciembre de 1862, a partir del territorio del departamento de El Carmen. Tuvo por cabecera a la ciudad de El Carmen de Bolívar. La provincia comprendía parte del territorio de la actual región bolivarense de Montes de María.

## División territorial
En 1876 la provincia comprendía los distritos de El Carmen de Bolívar (capital), Barrancanueva, El Guamo, San Jacinto, San Juan Nepomuceno, Tetón, Yucal y Zambrano.